# Paterna del Campo
Paterna del Campo település Spanyolországban, Huelva tartományban. Paterna del Campo Manzanilla, Villalba del Alcor, La Palma del Condado, Niebla, Valverde del Camino, Zalamea la Real, Berrocal és Escacena del Campo községekkel határos. Lakosainak száma 3412 fő (2024).

## Népesség
A település népessége az utóbbi években az alábbiak szerint változott:
| Lakosok száma | 3864 | 3695 | 3763 | 3784 | 3688 | 3564 | 3486 | 3509 | 3478 | 3412 |
|               | 2001 | 2004 | 2006 | 2009 | 2011 | 2014 | 2016 | 2019 | 2021 | 2024 |